# Olympische Winterspiele 2010/Teilnehmer (Portugal)
| Gelbes Symbol für Goldmedaillen mit stilisierten Olympischen Ringen | Graues Symbol für Silbermedaillen mit stilisierten Olympischen Ringen | Braundes Symbol für Bronzemedaillen mit stilisierten Olympischen Ringen |
| ------------------------------------------------------------------- | --------------------------------------------------------------------- | ----------------------------------------------------------------------- |
| —                                                                   | —                                                                     | —                                                                       |

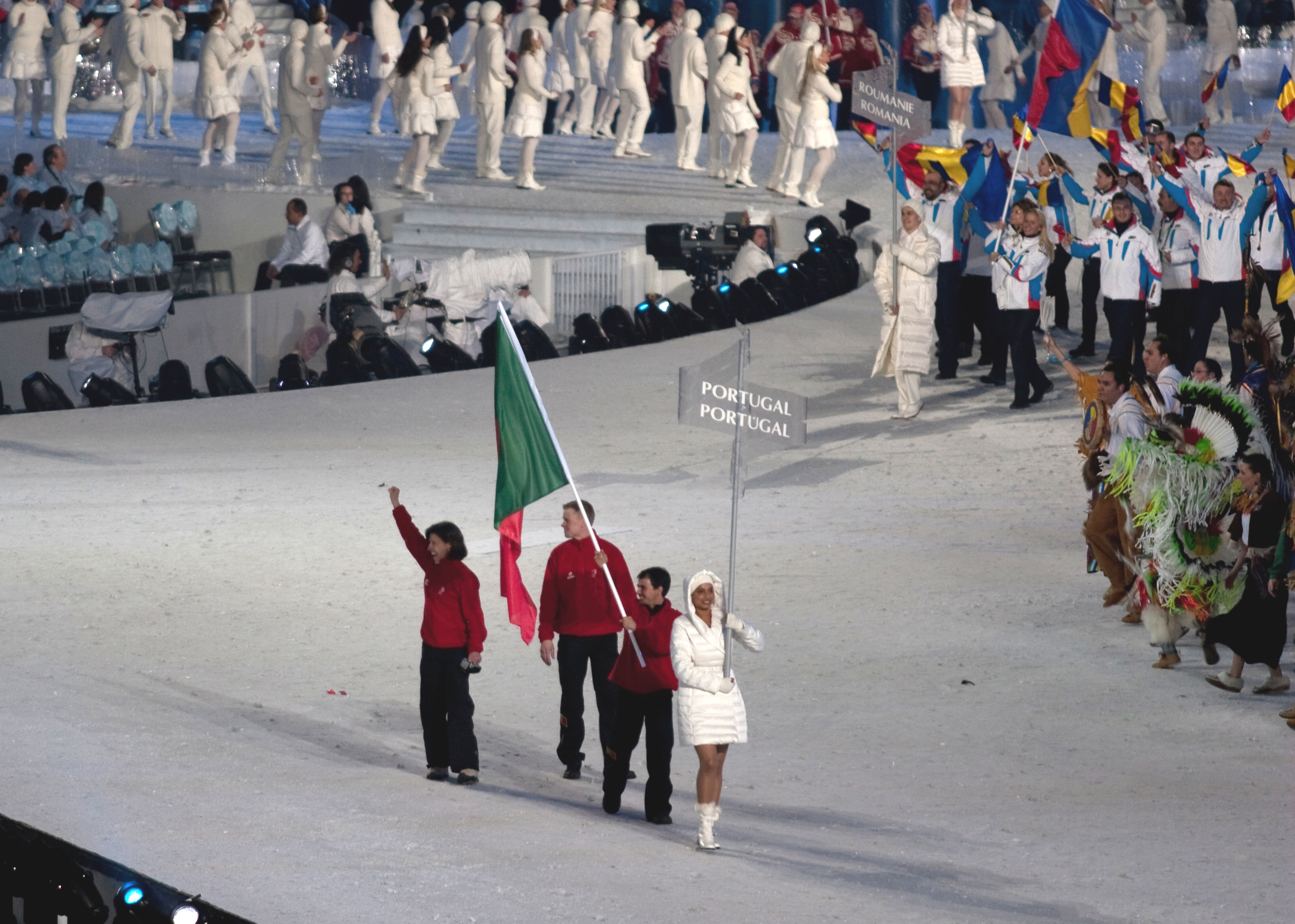
Einmarsch der portugiesischen Delegation

Portugal nahm an den Olympischen Winterspielen 2010 im kanadischen Vancouver mit einem Sportler teil.

## Skilanglauf
Männer
- Danny Silva
15 km Freistil: 95. Platz